# Слаш
Слаш е артистичен псевдоним на Соул Хъдсън (англ. Saul Hudson, Slash). Той е английски/американски китарист най-известен като соло китарист на Гънс Ен' Роузис, с които постига световни успехи през късните 80-те и ранните 90-те години. В късните години на Гънс Ен' Роузис Слаш формира страничния проект Slash's Snakepit, с които издава два албума. След разпадането на Гънс Ен' Роузис, част от бившите членове на групата формират Велвет Риволвър през 2002 година. Осем години по-късно Слаш издава първия си солов албум, озаглавен просто „Слаш“, в който взимат участие голям брой световноизвестни музиканти. Следват още два солови проекта, съответно през 2012 и 2014 г. През 2016 година Слаш се завръща в Гънс Ен Роузис.
В официалната класация „100-те най-велики рок-сола на всички времена“ присъстват две изпълнения на Слаш – „Sweet child o'mine“, „November rain“, съответно на 15-о и 20-о място.
През декември 2015 г. е поставен на 65-о място в класацията 100 Greatest Guitarists на списание Ролинг Стоун.
Слаш, освен композитор на песните на Гънс Ен' Роузис (заедно с Изи Страдлин), е и един от основните текстописци на групата. Той е написал текстовете на хитове като „Paradise city“ (химн за феновете на Guns).

## Биография
Слаш е роден на 23 юли 1965 в семейство на бял баща англичанин и майка афроамериканка в Стоук он Трент, Англия. Когато става на 11 години се премества с майка си в Лос Анджелис. На 15 години Слаш получава първата си акустична китара и се научава да свири. По негови думи, китарата е била испанска и известно време е имала само една струна, докато не се научава да си сложи останалите пет. За свои влияния той признава Брайън Мей от Куийн, Джими Пейдж от Лед Цепелин, Джими Хендрикс, Ерик Клептън, Ангъс Йънг от Ей Си/Ди Си и други. Постепенно свиренето на китара се превръща в основно занимание и измества училището на заден план.
В началото на 80-те се запознава със Стивън Адлър и двамата създават група наречена Роуд Крю. През 1985 г. срещат Изи Страдлин, който ги запознава с Аксел Роуз и създават групата Гънс Ен' Роузис заедно с Дъф Маккагън като басист.
През 1987 г. Гънс Ен' Роузис подписват договор с Geffen и издават първия си студиен албум, наречен Appetite for destruction. Албумът няма голям успех в началото, но след излизането на няколко сингъла групата придобива популярност и той достига до номер едно в класациите с повече от 25 милиона продажби. През 1988, Гънс Ен' Роузис стават една от най-популярните хардрок групи благодарение на песни като Welcome to the Jungle, Paradise City и Sweet Child O' Mine.
Докато свири в Гънс Ен' Роузис, Слаш участва и в други музикални проекти заедно с музиканти като Лени Кравиц, Майкъл Джексън, Иги Поп, Боб Дилън и Куийн.
През 1995 г. след скандал с Аксел Роуз, Слаш е принуден да напусне групата и да се отдаде на собствения си проект – Slash's Snakepit. В началото на 21 в. Слаш се събира с бившите си колеги от Гънс Ен' Роузис Дъф Маккагън и Мат Соръм, заедно те решават да започнат нов проект. Обръщат се към Изи Страдлин (още един екс-Guns), но той отказва да се присъедини. На негово място идва Дейв Къшнър (бивш съученик на Слаш). За вокал е поканен Скот Уайлънд от Stone Temple Pilots. Заедно 5-имата създават „Велвет Риволвър“. Имат един издаден албум – Contraband. Слаш живее заедно със семейството си в Лос Анжелис и работи с групата си по новия им албум – Libertad. Турнето на Велвет Риволвър през 2007 г. започва през април с дати в Южна Америка, през май продължава в САЩ и през лятото – в Европа.

## Дискография
С Гънс Ен' Роузис
- Appetite for Destruction (1987)
- G N' R Lies (1988)
- Use Your Illusion I (1991)
- Use Your Illusion II (1991)
- The Spaghetti Incident? (1993)

Със Слаш Снейкпит
- It's Five O'Clock Somewhere (1995)
- Ain't Life Grand (2000)

С Велвет Риволвър
- Contraband (2004)
- Libertad (2007)

Соло
- Slash (2010)
- Apocalyptic Love (2012)
- World on Fire (2014)